# Lyszcze
Lyszcze (niem. Liscze) – część Tarnowskich Gór; dawne przedmieście obejmujące tereny intensywnego wydobycia rud srebra i ołowiu od końca XV wieku, ok. 1529 przyłączone do miasta; również nazwa przebiegającej przez nie ulicy.

## Położenie
Zdaniem historyczki Danuty Szlachcic-Dudzicz obszar Lyszczy obejmuje fragment miasta ograniczony ulicami: Legionów, Gliwicką, Łomnickiego, Rudną oraz Ogrodową wraz z ulicami Lyszcze oraz Górniczą przebiegającymi przez ten obszar. W rzeczywistości jednak przedmieście to od miasta oddzielał dopływ Płóczki (źródłowego odcinka Stoły), nazwany później Rowem Karłuszowieckim, a współcześnie ujęty w kanał ściekowy, biegnący na południe od ul. Legionów.

## Nazwa
Według Jana Nowaka, tarnogórskiego kronikarza okresu międzywojennego, nazwa Lyszcze pochodzi od leszczyny.

## Historia

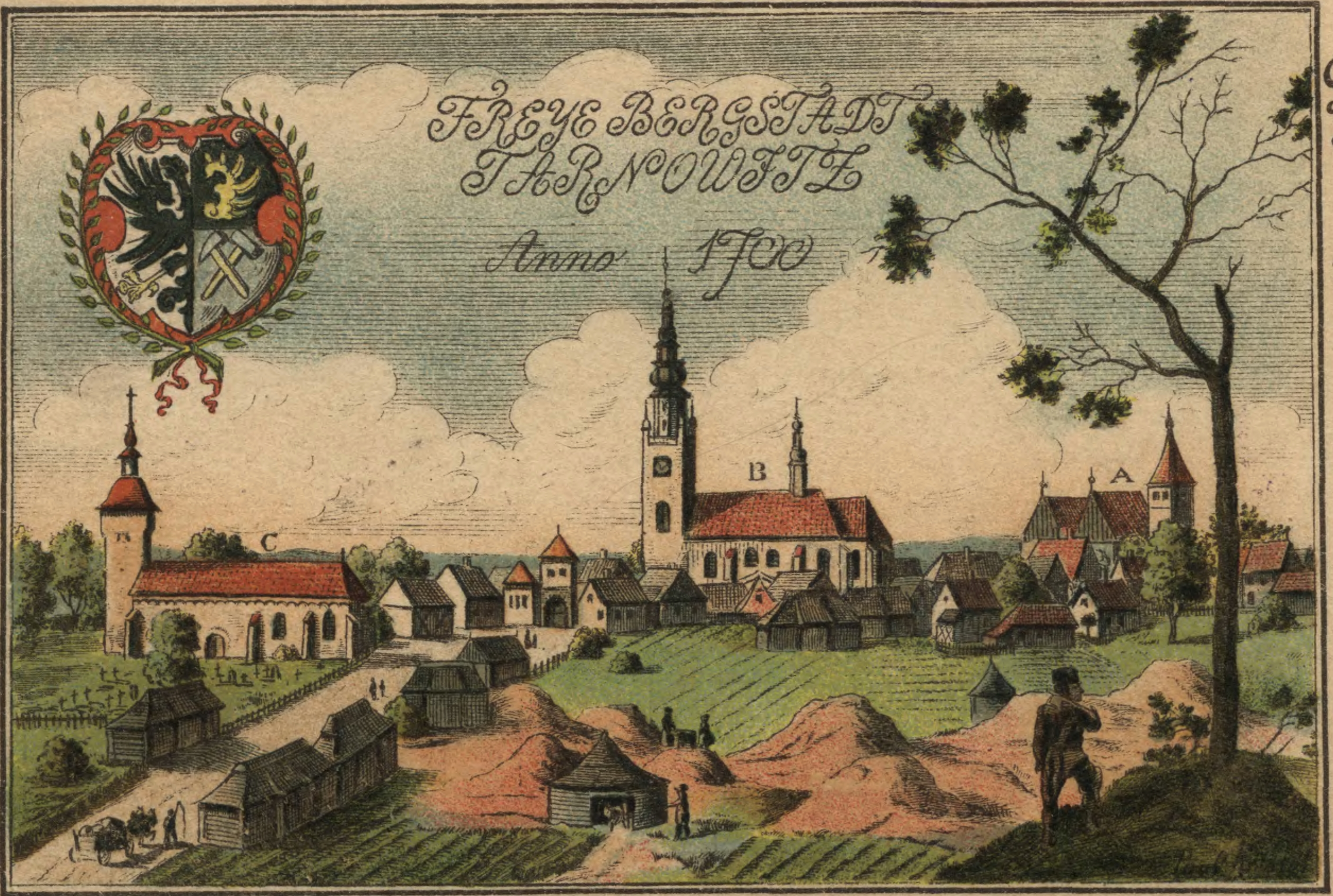
Widok Tarnowskich Gór od strony południowej uwieczniony przez Knödela w 1700 roku. Lyszcze obejmują teren położony na prawo od drogi (ul. Gliwickiej) i przed miejskimi zabudowaniami

Miejscowość powstała między 1519 a 1529 rokiem jako południowa część pola górniczego powstałego w wyniku odkrycia bogatych złóż rud srebra i ołowiu pod koniec XV wieku. Pole to obejmowało poza Lyszczami również teren późniejszego miasta w części środkowej (rejon obecnego śródmieścia z rynkiem i przyległymi uliczkami) oraz Blaszynę, czyli jego północne przedmieście.
Grunty, na których powstał rdzeń Tarnowskich Gór oraz Lyszcze jako jego południowe przedmieście należały do pana Tarnowic (obecnie dzielnica Tarnowskich Gór) Piotra Wrochema.
O ile w ścisłym centrum miasta siatka ulic miała kształt w miarę regularny, o tyle liczne zwałowiska, szyby i doły na Lyszczach (a także na Blaszynie) uniemożliwiały zakładanie prostych dróg. Układ krętych uliczek w tych dwóch rejonach zachował się aż do dziś.
W 1602 roku pod Lyszcze dotarła sztolnia św. Jakuba (St. Jacobi-Stollen) o długości ok. 4700 m, której budowę rozpoczęto w 1563 roku z inicjatywy górmistrza Jakuba Rappa. Była to najdłuższa sztolnia w rejonie Tarnowskich Gór od rozpoczęcia działalności górniczej aż do jej wznowienia w 1784. Złoża na Lyszczach sięgnąć miała również sztolnia „Krakowska” (Krakauer Stollen), której budowę rozpoczęto w 1567 lub 1568 roku w dolinie Dramy w okolicy Ptakowic. Jej budowę zarzucono jednak w 1579 lub 1584 roku.

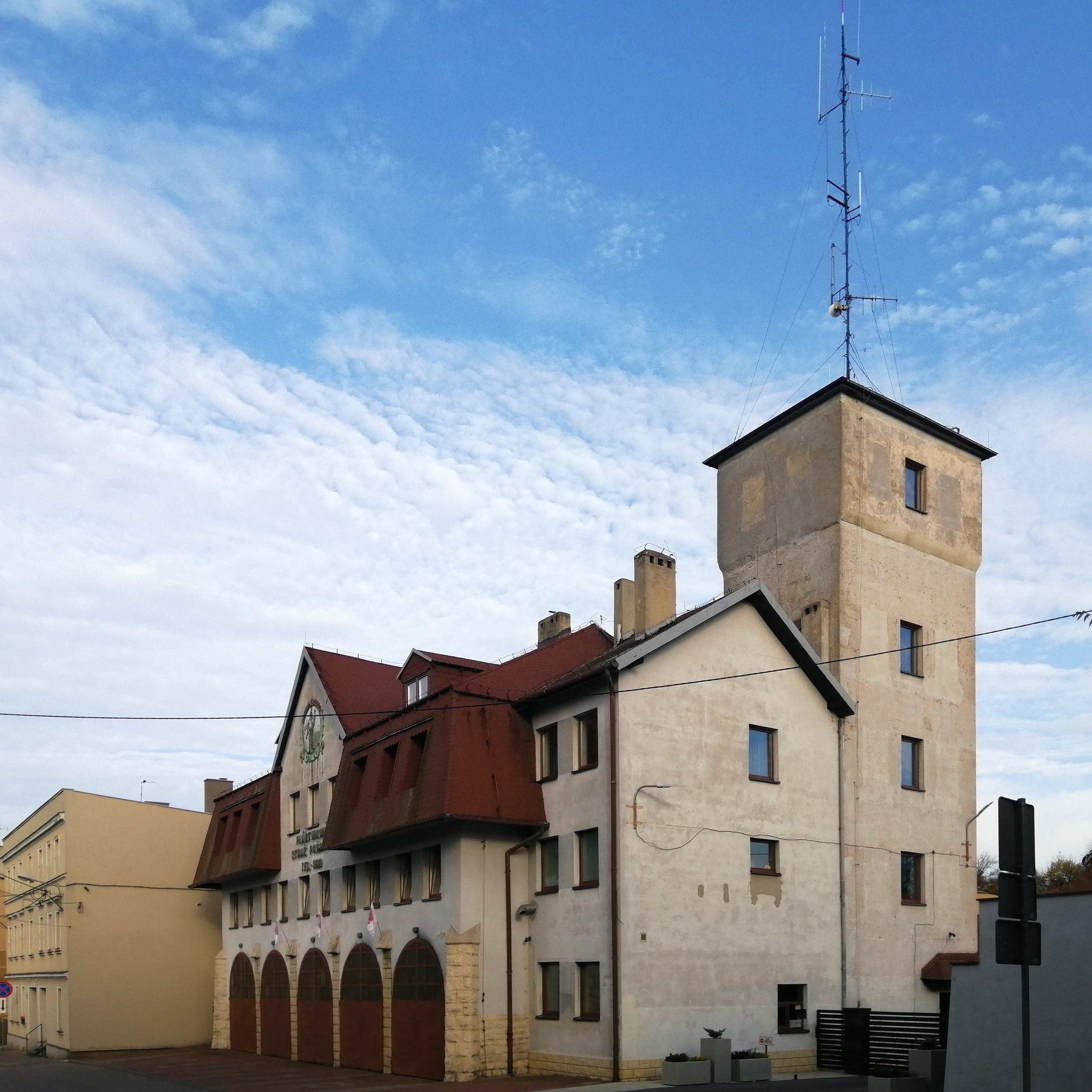
Budynek remizy strażackiej przy ul. Górniczej 36 na Lyszczach (2022)

Między 1834 a 1858 rokiem w wynajętym przez sędziego Krickende budynku 245 na Lyszczach (obecnie ul. Górnicza 38) odbywały się spotkania członków tarnogórskiej loży wolnomularskiej Silberfels. Spotkania masonów odbywały się również na tzw. zamku. W 1858 loża została przeniesiona do nowo wybudowanego budynku przy ulicy Jana III Sobieskiego.
Sześć lat później, w 1864 roku, miasto zakupiło budynek dawnej loży na Lyszczach i urządziło w nim lazaret dla 32 chorych. Był to budynek prostokątny, parterowy, dwutraktowy z pięcioosiową elewacją frontową i dachem naczółkowym. W 1876 doprowadzono do niego wodociąg. Zorganizowany w budynku szpital zlikwidowano w 1886, gdy ukończono budowę lecznicy powiatowej, zaś w obiekcie poszpitalnym umieszczono sierociniec. Mieścił się on tam do 1900 roku. Sam budynek rozebrano po II wojnie światowej.
W latach 1912–1913 przy obecnej ul. Górniczej 36 wybudowano budynek remizy strażackiej z pięcioma bramami, kamiennymi przyporami w narożnikach fasady oraz reliefem przedstawiającym św. Floriana – patrona strażaków – w szczytowej części elewacji. Budynek istnieje do dziś i jest siedzibą Komendy Powiatowej Państwowej Straży Pożarnej. W latach 90. XX wieku nadbudowano II piętro, zmodernizowano elewację i zastąpiono oryginalny relief ze św. Florianem w szczycie elewacji nową metaloplastyką. Przebudowany gmach utracił walory zabytkowe, jednak później został wpisany do Gminnej Ewidencji Zabytków Miasta Tarnowskie Góry.
Bezpośrednio przed Lyszczami w pobliżu skrzyżowania obecnej ulicy Gliwickiej i Wyszyńskiego znajdowała się jedna z trzech bram miejskich, tzw. Brama Gliwicka (inna nazwa: Brama Wrocławska), zlikwidowana w 1832 roku. Obecnie na jej miejscu stoi willa miejska z XIX wieku (ul. Gliwicka 24).